# Lȧȧz Rockit
Lȧȧz Rockit es una banda estadounidense de thrash metal originaria de San Francisco, California, formada en 1982. 

## Historia
Pese a ser una de las bandas menos reconocidas de la escena conocida como "Bay Area", y de no haber obtenido las ventas millonarias de bandas como Metallica, Megadeth o Slayer, cada disco lanzado por la agrupación ha gozado de reseñas positivas de la crítica especializada. Igualmente la banda tiene una fiel base de fanáticos principalmente en su país de origen.

## Miembros
Actuales
- Michael Coons - voz
- Aaron Jellum - guitarra
- Phil Kettner - guitarra
- Willy Lange - bajo
- Sky Harris - batería

Anteriores
- Victor Agnello - batería
- Dave Starr - bajo
- Scott Domínguez - bajo
- Dave Chavarri - batería
- Ken Savich - guitarra
- Jon Torres - bajo
- Scott Sargeant - guitarra

## Discografía
- City's Gonna Burn (1984)
- No Stranger to Danger (1985)
- Know Your Enemy (1987)
- Annihilation Principle (1989)
- Nothing'$ $acred (1991)
- Taste of Rebellion: Live in Citta (1992)
- Left for Dead (2008)